# 星のナイト・クラブ
『星のナイト・クラブ』（ほしのナイト・クラブ）は、西田佐知子の1969年発表のオリジナルアルバム。販売・発売元はポリドール・レコード。オリジナルLP盤規格品番：SMR3066。
本項では1969年8月に発売された同名のシングル曲についても扱う。

## アルバム『星のナイト・クラブ』

### 解説
正式なタイトルは『愛のささやき 星のナイト・クラブ』
帯コピーは「愛のささやき〜オリジナル満載のアルバム」
アルバムは2017年現在、未CD化。

### 収録曲
sideA
1. 星のナイト・クラブ
  - 作詞：橋本淳、作曲・編曲：筒美京平

シングル。
2. 悲しい夢
  - 作詞：橋本淳、作曲・編曲：筒美京平

シングル「星のナイト・クラブ」B面曲。
3. 傷ついた花びら
  - 作詞：芦屋浩三、作曲・編曲：鈴木邦彦
4. 情熱のカトレア
  - 作詞：水木かおる、作曲・編曲：小野崎孝雄[1]
5. あなた私のもの
  - 作詞：滝田順、作曲・編曲：ジャック・ヴィバル・小林亜星
6. 好きだけど
  - 作詞：なかにし礼、作曲：すずきともこ、編曲：小野崎孝雄[1]
7. 雨はなにも知らない
  - 作詞：熱海正子、作曲：下村耕史、編曲：川上義彦

sideB
1. くれないホテル
  - 作詞：橋本淳、作曲・編曲：筒美京平

シングル。
2. 女の坂道
  - 作詞：橋本淳、作曲・編曲：筒美京平
3. 愛のどれい
  - 作詞：なかにし礼、作曲・編曲：小林亜星
4. あの星空は忘れない
  - 作詞：水木かおる、作曲：藤原秀行、編曲：川上義彦
5. どうすればいいの
  - 作詞：梅本たかし、作曲：中野静雄、編曲：竹内一朗
6. 哀愁のボレロ
  - 作詞：水木かおる、作曲：藤原秀行、編曲：伊部晴美
7. 去りゆく恋
  - 作詞：水木かおる、作曲：木村狐童、編曲：竹内一朗

## シングル『星のナイト・クラブ』
「星のナイト・クラブ」（ほしの - ）は、1969年8月5日に発売された西田佐知子のシングルである。発売元はポリドール・レコード（現：ユニバーサルミュージック）。オリジナル7インチシングル盤規格品番：SDR-1452。

## 解説
表題曲「星のナイト・クラブ」は、歌詞にも登場する “銀座” を舞台にした歌謡曲。演奏は、ポリドール・オーケストラ。
作詞・作曲はA・B面曲共に、西田自身のシングル「くれないホテル」や本シングル盤発売当時大ヒットを記録していた「ブルー・ライト・ヨコハマ」（歌唱: いしだあゆみ）を手がけたコンビである。

## 収録曲
1. 星のナイト・クラブ
  - 作詞: 橋本淳、作曲・編曲: 筒美京平
2. 悲しい夢
  - 作詞: 橋本淳、作曲・編曲: 筒美京平

## 楽曲の収録作品
星のナイト・クラブ
- ベストヒットアルバム／女の意地（MR-3162）
- パーフェクト24（1976年：MR-9947/8）
- トップ・スター/ベスト&ベスト（38MX-9003/4）
- 西田佐知子 アカシアの雨がやむとき（1993年：POCH-1288）
- 全曲集（1994年：POCH-1437）
- 西田佐知子全曲集（1999年：POCH-1842）
- スーパー・バリュー 西田佐知子（2001年：UPCH-8010）
- GOLDEN☆BEST 西田佐知子（2003年：UICZ-6041）
- 西田佐知子歌謡大全集（2007年：UPCY-9096/100）
- 初めての街で 〜西田佐知子ベストセレクション〜（2009年：UPCY-6543）

悲しい夢
- パーフェクト24（1975年：MR-8635/66）

傷ついた花びら
- パーフェクト24（1975年：MR-8635/66）
- パーフェクト24（1976年：MR-9947/8）

女の坂道
- パーフェクト24（1975年：MR-8635/66）